# Kandanur
Kandanur es una ciudad y nagar Panchayat situada en el distrito de Sivaganga en el estado de Tamil Nadu (India). Su población es de 7696 habitantes (2011). Se encuentra a 55 km de Sivaganga.

## Demografía
Según el censo de 2011 la población de Kandanur era de 7696 habitantes, de los cuales 3795 eran hombres y 3901 eran mujeres. Kandanur tiene una tasa media de alfabetización del 81,17%, superior a la media estatal del 80,09%: la alfabetización masculina es del 88,70%, y la alfabetización femenina del 74,88%.